# Jeff Davis (Trompeter)
Jeffrey „Jeff“ Hayes Davis (* 19. Dezember 1952 in St. Albans, New York City) ist ein ehemaliger US-amerikanischer Jazztrompeter und Flügelhorn-Spieler.
Davis ist seit den 1970er-Jahren in New York aktiv, wo er gleichzeitig unter anderem bei Gary Burton studierte. 1972 bis 1974 war er bei Lionel Hampton und 1975 bei Woody Herman and His Orchestra. Er begleitete die Sänger Tony Bennett und Caterina Valente. Er spielte nicht nur Lead-Trompete bei Herman, sondern auch bei Count Basie, Buddy Rich, Machito, Clark Terry und im Thad Jones/Mel Lewis Orchestra.
Die Jazzdiskographie von Tom Lord verzeichnet 17 Aufnahmen von 1976 bis 1991.

## Lexikalischer Eintrag
- Carlo Bohländer, Karl Heinz Holler, Christian Pfarr: Reclams Jazzführer. 3., neubearbeitete und erweiterte Auflage. Reclam, Stuttgart 1989, ISBN 3-15-010355-X.